# Hrabstwo Brule
Hrabstwo Brule (ang. Brule County) – hrabstwo w stanie Dakota Południowa w Stanach Zjednoczonych. Obszar całkowity hrabstwa obejmuje powierzchnię 846,49 mil² (2192,4 km²). Według szacunków United States Census Bureau w roku 2009 miało 5275 mieszkańców.
Hrabstwo powstało w 1875 roku. Na jego terenie znajdują się następujące gminy (townships): America, Brule, Chamberlain, Cleveland, Eagle, Highland, Kimball, Lyon, Ola, Plainfield, Pleasant Grove, Plummer, Pukwana, Red Lake, Richland, Smith, Torrey Lake, Waldro, West Point, Wilbur, Willow Lake, Union.

## Miejscowości
- Chamberlain
- Pukwana
- Kimball

## CDP
- Bijou Hills
- Ola